# Christian Mucha
Christian Mucha (* 1945) ist ein deutscher Sportmediziner und Hochschullehrer.

## Leben
Ab 1981 war Mucha an der Medizinischen Hochschule Hannover Professor für Physikalische und Rehabilitative Medizin sowie anschließend am Universitätsklinikum Göttingen.
Von 1989 bis 2010 war er an der Deutschen Sporthochschule Köln (DSHS) tätig, er hatte eine Professur am Institut für Bewegungstherapie und bewegungsorientierte Prävention und Rehabilitation inne. Am 28. Februar 2010 ging er in den Ruhestand.
Zu Muchas Forschungsschwerpunkten zählten unter anderem die Bewegungstherapie unter Wasser, bei rheumatoider Arthritis, Rehabilitationsmaßnahmen bei Bandscheibenvorfällen, Arthrosen und Knieverletzungen, Apparativ assistives Training mit Multiple Sklerose-Betroffenen, Krankengymnastische Übungstherapie bei degenerativ bedingten LWS-Syndromen sowie psychische Effekte von Sport und Bewegungstherapie.